# Blackheath Football Club
Blackheath Football Club (O Clube) é um clube de râguebi sediado em Blackheath, no sudeste de Londres, agora jogando no Rectory Field (conhecido como "The Rec" ou "The Parsonage"). Foi fundado em 1858 e é o mais antigo clube de râguebi aberto do mundo. "Aberto", neste contexto, significa que a adesão foi aberta a todos, não apenas aqueles que atendem determinados critérios. É também o terceiro clube mais antigo de existência contínua no mundo, depois do Dublin University Football Club e o Edinburgh Academical Football Club. O clube Blackheath também ajudou a organizar o primeiro mundial de râguebi internacional (entre a Inglaterra e a Escócia, em Edimburgo, em 27 de março de 1871) e organizou o primeiro encontro internacional entre Inglaterra e País de Gales dez anos depois - os jogadores se reuniram e começaram a mudar na casa pública da princesa de Gales. O Blackheath, juntamente com o Civil Service FC, é um dos dois clubes que podem reivindicar ser um dos membros fundadores da Football Association e da Rugby Football Union.